# Vidre fluorat

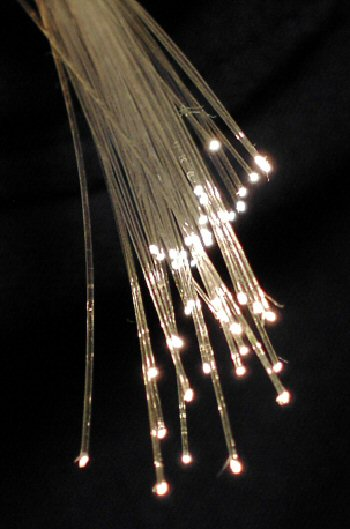
Un feix de fibres òptiques

El vidre fluorat és un tipus de vidre sense òxids, compost a base de fluorurs de diversos metalls. A causa de la seva baixa viscositat, és molt difícil evitar completament l'aparició de cristal·litzacions parcials mentre es refreda cap a la temperatura de transició vítria (o mentre es fabriquen fibres a partir del material fos). S'empra per fabricar fibra òptica i objectius superacromàtics
Cal afegir, que els vidres de fluorurs de metalls pesants (HMFG) que tenen coeficients d'atenuació òptica molt baixos, no només són difícils de fabricar, sinó que també són molt fràgils, i tenen una resistència a la humitat i a altres atacs mediambientals, molt pobra.
La propietat més notable dels vidres fluorats és que no tenen la banda d'absorció associada amb el grup hidroxil (OH) (3200–3600 cm −1), present a gairebé tots els vidres basats en òxids.

## Composició
Un vidre "ZBLA" (a base de fluorurs de zirconi, bari, lantà i alumini) presenta una composició en què el zirconi és predominant:
(58% ZrF4 – 33% BaF2 – 5% LaF3 – 4% AlF3).
El "ZABLAN" és similar, però inclou una proporció important de fluorur de sodi:
(53% ZrF4 – 20% BaF2 – 4% LaF3 – 4% AlF3 – 19% NaF).

## Propietats
Els vidres fluorats (HMFG) van ser inicialment destinats per a aplicacions de fibra òptica, perquè les pèrdues intrínseques d'una fibra en longitud d'ona infraroja mitjana en principi podria ser més baixa que la de les fibres de sílice, transparents només per sobre dels ~2 μm.
Aquestes pèrdues tan baixes mai no van poder ser aprofitades en la pràctica de les comunicacions per fibra òptica, a causa de la fragilitat i l'alt cost de les fibres de fluorur, encara que posteriorment es van descobrir noves aplicacions per a aquest material.
Aquestes aplicacions inclouen l'espectroscòpia en infraroig mitjà, sensors de fibra òptica, termometria i tecnologia de la imatge. Les fibres de fluorur poden ser utilitzades per al guiatge de la transmissió de polsos de llum en medis com els làsers YAG (granats d'alumini i itri) de 2.9 μm, per a aplicacions mèdiques (oftalmologia i odontologia).
Un exemple d'un vidre de fluorur de metalls pesants és el "ZBLAN", compost de zirconi, bari, lantà, alumini, i fluorurs de sodi. La principal aplicació tecnològica d'aquests materials és el guiatge de polsos òptics en formes planes i en fibres. Són avantatjosos especialment en el rang de la gamma mitjana dels infrarojos (2000-5000 nm).
Pel que fa a la fluorita, utilitzada en lents de teleobjectius superacromàtics, presenta un índex de refracció de 1,43 i un nombre d'Abbe de 94,99.

## Fabricació
Alguns vidres fluorats són difícils de produir sobre la superfície terrestre degut a la seva cristal·lització ràpida. La cristal·lització és més lenta i homogènia en condicions de microgravetat.
També es coneixen com a vidres fluorats alguns tipus de vidres d'òxids "dopats" amb fluorur de zirconi.
Una barreja de vidre fluorat i de vidre fosforat és el vidre fluofosforat.
Els vidres de fluorur basats en fluorur de zirconi formen la classe del vidre fluorocirconat. El vidre "ZBLAN" pertany a aquest grup.
Els vidres basats en fluorur d'alumini formen una altra classe, anomenada vidre fluoroaluminat .
Dopar amb praseodimi un vidre fluorat permet fer-lo servir com a amplificador òptic d'una sola fibra (PDFA;vegeu també EDFA).
Els elements òptics de fluorur de calci, concretament els vidres de fluorita, són utilitzats en algunes lents de teleobjectiu per a corregir l'aberració cromàtica. Tot i així, estan sent reemplaçats amb diversos tipus de vidres de baixa dispersió, amb índex de refracció més alt, millor estabilitat dimensional, i menor fragilitat.